# Estació d'Urgel
|  | Aquest article tracta sobre l'estació del metro de Madrid. Vegeu-ne altres significats a «Estació d'Urgell». |

Urgel és una estació de metro de la línia 5 del Metro de Madrid que està situada sota el carrer General Ricardos, a la vora de la intersecció amb el carrer del Camino Viejo de Leganés i el carrer Urgel, al districte madrileny de Carabanchel. Va obrir al públic el 6 de juny de 1968 amb el primer tram de la línia entre Callao i Carabanchel. Fou reformada a finals de la dècada de 1990 per a col·locar-hi noves voltes impermeables.
Es troba a la zona A de la zona tarifària del Consorci Regional de Transports de Madrid.
| Metro de Madrid        |                    |       |        |                        |
| Procedència/Destinació | <                  | Línia | >      | Procedència/Destinació |
| Alameda de Osuna       | Marqués de Vadillo |       | Oporto | Casa de Campo          |